# Executiu en cap
L'executiu en cap o executiva en cap (anglicisme) més generalment conegut en català com a director/-a general, president/-a (i) director/-a (general) o conseller/-a delegat/-da, és l'encarregat o encarregada de màxima autoritat de la gestió i direcció administrativa en una empresa, organització o institució.
Encara que en les empreses petites és habitual que el lloc de president i del director executiu recaiguin en la mateixa persona, no sempre és d'aquesta manera, essent el president qui encapçala el govern de l'empresa (estratègies generals), i el director en cap (director executiu, anglicisme) l'administració de l'empresa (la fase operativa de les estratègies).
En les empreses grans, el director executiu pot tenir una sèrie de directors per a cadascuna de les responsabilitats de la companyia, com és el cas director general d'operacions, director general de finances i el director general d'informació.

## Dilemes en la traducció
En anglès dels Estats Units, s'utilitza l'expressió Chief Executive Officer (traducció literal: “oficial executiu en cap” o “oficial superior”) o el seu acrònim CEO per a designar la persona amb més alta responsabilitat d'una organització o empresa anglosaxona. A causa de la creixent globalització el terme CEO es comença a emprar en països no-anglosaxons, en les empreses de caràcter tecnològic.